# Anne Ingstadbjørg
Anne Ingstadbjørg, née le 14 mai 1979, est une biathlète norvégienne.

## Carrière
La biathlète participe sans succès aux championnats du monde juniors en 1998 à Jericho (Vermont, États-Unis). Rétrogradée en Coupe d'Europe, elle réalise plusieurs places d'honneur et quelques podiums jusqu'en 2007. Entretemps, Ingstadbjørg fait sa première apparition en Coupe du monde en février 2005 à Pokljuka (Slovénie) mais elle doit attendre mars 2007 et son dixième départ en Coupe du monde à Holmenkollen pour marquer ses premiers points. Auparavant plus régulièrement lors de la saison 2007/2008, elle réalise son premier top 10 à Hochfilzen grâce à une sixième place décrochée lors d'une poursuite. Quelques semaines plus tard, elle signe son premier et seul podium en relais à Ruhpolding (Allemagne). Elle participe ensuite aux Championnats du monde à Östersund, où elle est dix-huitième de l'individuel.
Elle prend sa retraite sportive à l'issue de la saison 2009-2010.
Elle se marie par la suite avec le biathlète Stian Eckhoff.

## Palmarès

### Championnats du monde
| Mondiaux \ Épreuve | Individuel | Sprint | Poursuite | Départ en masse | Relais | Relais mixte |
| 2008 Östersund     | 18e        |        |           |                 | 6e     | 8e           |
| 2009 Pyeongchang   | 26e        |        |           |                 |        | 4e           |

### Coupe du monde
- Meilleur classement général : 44e en 2009.
- 1 podium en relais : 1 deuxième place.
- Meilleur résultat individuel : 6e place.

#### Classements en Coupe du monde
| Saison    | Classement général final | Individuel | Sprint | Poursuite | Mass start |
| 2004-2005 | nc                       |            | nc     |           |            |
| 2005-2006 | nc                       | nc         | -      |           |            |
| 2006-2007 | 80e                      | nc         | 69e    | 66e       |            |
| 2007-2008 | 46e                      | 33e        | 52e    | 37e       |            |
| 2008-2009 | 44e                      | 18e        | 72e    | 47e       |            |
| 2009-2010 | nc                       | nc         | nc     | nc        |            |